# Bagnara Calabra
Bagnara Calabra is een gemeente in de Italiaanse provincie Reggio Calabria (regio Calabrië) en telt 11.078 inwoners (31-12-2004). De oppervlakte bedraagt 24,7 km², de bevolkingsdichtheid is 468 inwoners per km².
De volgende frazioni maken deel uit van de gemeente: Ceramida, Solano, Pellegrina.

## Demografie
Bagnara Calabra telt ongeveer 3564 huishoudens. Het aantal inwoners steeg in de periode 1991-2001 met 1,6% volgens cijfers uit de tienjaarlijkse volkstellingen van ISTAT.
| Jaar | Inwoneraantal |
| ---- | ------------- |
| 1991 | 11.048        |
| 2001 | 11.230        |

## Geografie
Bagnara Calabra grenst aan de volgende gemeenten: Melicuccà, Sant'Eufemia d'Aspromonte, Scilla, Seminara.